# ヨーゼフ・アントン・コッホ
ヨーゼフ・アントン・コッホ（Joseph Anton Koch、1768年7月27日 - 1839年1月12日）は、チロル出身の風景画家である。イタリア、主にローマで活動した。

## 略歴
現在のオーストリア、チロル州ロイテ郡の村Elbigenalpの農家に生まれた。才能は早くから認められ地区の司教の支援で、ディリンゲン(Dillingen)の神学校に学び、アウクスブルクの彫刻家の教室で学んだ後、シュトゥットガルトのホーエ・カールスシューレ(Karlsschule Stuttgart)で1785年から1791年まで学んだ。1791年になって、フランス革命の影響はドイツに及び、コッホはジャコバン派に共鳴し、学校を卒業することなく止めて、ストラスブールやバーゼルのジャコバン派のグループで活動し、ジャコバン派が力を失うとスイスへ逃れ、1794年までアルプスの各地を旅し、風景をスケッチした。後にこれらのスケッチは油絵で描かれることになった。
1794年の終わり頃までにはイタリアに入り、ボローニャ、フィレンツェ、ナポリ、サレルノを訪れ、1795年にローマに至った。イタリア絵画の巨匠たちの作品を熱心に研究した。ローマ在住のドイツ人芸術家の仲間に入り、特に、シュレースヴィヒ公国出身の装飾画家、アスムス・ ヤーコプ・カルステンスと親しくなった。カルステンスからは人物画を学んだ。デンマークの有名な彫刻家、ベルテル・トルバルセンとも知り合った。ローマの近郊の風景画を描き、多くの場合、ローマに滞在するオーストリアやドイツの若い画家を伴った。それらの画家には、ヨハン・クリスティアン・ラインハルト（Johann Christian Reinhart:1761–1847)、フリードリヒ・オリヴィエ(Friedrich von Olivier:1791-1859)らがいた。1806年に醸造業者の娘と結婚した。
1810年頃から、ローマで活動を始めた「ナザレ派」の画家、ヨハン・フリードリヒ・オーファーベックやフランツ・プフォル、ペーター・フォン・コルネリウスらとも交流した。ローマを占領したフランス第一帝政の政策などへの不快感などから家族と1812年にウィーンに移ってそこで3年間滞在した。この時期にイタリアの風景画の代表作を仕上げている。1815年に再びローマに戻った。
ローマをしばしば訪れたバイエルン王ルートヴィヒ1世から財政的支援を受けた。1819年には健康の問題からローマを離れ、ウンブリアなど中部イタリア各地で過ごした。この頃からフレスコ画を描くようになった。
1839年にローマで没した。

## 作品
- バラムと風景
- ローマ近くのサン・フランチェスコ修道院
- パオロ・マラテスタとフランチェスカ・ダ・リミニ
- ラウターブルンネンの風景
- ノアと風景
- La nave delフレスコ画